# Boxe nos Jogos Pan-Americanos de 2019 - Peso médio feminino
A categoria até 75 kg feminino ou médio feminino do boxe nos Jogos Pan-Americanos de 2019, foi disputada entre 28 e 2 de agosto na Villa Desportiva Regional de Callao, no Coliseu Miguel Grau.

## Calendário
Horário local (UTC-5).
| Data        | Horário | Fase             |
| ----------- | ------- | ---------------- |
| 28 de julho | 14:00   | Quartas-de-final |
| 30 de julho | 18:30   | Semifinal        |
| 2 de agosto | 19:00   | Final            |

## Medalhistas
| Ouro   | USA Naomi Graham                        |
| Prata  | CAN Tammara Thibeault                   |
| Bronze | BRA Flávia Figueiredo ECU Érika Pachito |

## Resultados
Os resultados foram os seguintes. 

### Chave
|  | Quartas de final      | Quartas de final      | Quartas de final |  |  | Semifinal             | Semifinal             | Semifinal        |   |                         | Final                   | Final | Final |
|  |                       |                       |                  |  |  |                       |                       |                  |   |                         |                         |       |       |
|  | CAN Tammara Thibeault | CAN Tammara Thibeault | RSC              |  |  |                       |                       |                  |   |                         |                         |       |       |
|  | GUA Zulena Alvarez    | GUA Zulena Alvarez    | 0                |  |  | CAN Tammara Thibeault | CAN Tammara Thibeault | 2                |   |                         |                         |       |       |
|  | COL Jessica Caicedo   | COL Jessica Caicedo   | 4                |  |  | COL Jessica Caicedo   | COL Jessica Caicedo   | 3                |   |                         |                         |       |       |
|  | ECU Erika Pachito     | ECU Erika Pachito     | 1                |  |  |                       |                       |                  |   | COL Jessica Caicedo [a] | COL Jessica Caicedo [a] | 4     |       |
|  | BRA Flávia Figueiredo | BRA Flávia Figueiredo | 5                |  |  |                       | USA Naomi Graham      | USA Naomi Graham | 1 |                         |                         |       |       |
|  | NCA Fredly Ramírez    | NCA Fredly Ramírez    | 0                |  |  | BRA Flávia Figueiredo | BRA Flávia Figueiredo | 2                |   |                         |                         |       |       |
|  | MEX Ana Salas         | MEX Ana Salas         |                  |  |  | USA Naomi Graham      | USA Naomi Graham      | 3                |   |                         |                         |       |       |
|  | USA Naomi Graham      | USA Naomi Graham      | RSC              |  |  |                       |                       |                  |   |                         |                         |       |       |
|  |                       |                       |                  |  |  |                       |                       |                  |   |                         |                         |       |       |
|  |                       |                       |                  |  |  |                       |                       |                  |   |                         |                         |       |       |

- a  Jessica Caicedo, da Colômbia, perdeu a medalha de ouro por violação de doping. [8]